# Jürgen Ehre
Pour les articles homonymes, voir Ehre.
Jürgen Ehre, né le 23 juillet 1941 à Cassel, est un peintre et graveur allemand.

## Biographie
Jürgen Ehre est né à Cassel, dans la Hesse, en 1941. Diplômé comme décorateur et graphiste, il travaille à Cassel jusqu’en 1962 comme graphiste puis illustrateur. Il découvre le théâtre avec le décorateur scénique et costumier Lothar Meller,], venu de Berlin à Cassel, accompagné de la cantatrice Hanna Gorina avant la capitulation et l’occupation russe de la ville de Berlin. Jürgen Ehre décide de quitter l’Allemagne à 22 ans. 
Il s'installe à Paris en février 1963 et s’inscrit à l'École nationale supérieure des beaux-arts jusqu’en 1967. Là, il travaille dans l’atelier de taille douce et d’eaux-fortes de Jean-Eugène Bersier, maître graveur et avec Lucien Coutaud en gravure puis avec Pierre-Eugène Clairin en lithographie. Après s’être perfectionné dans cette spécialité dans l’atelier de Georges Dayez, Jürgen Ehre commence à exposer ses gravures et ses peintures.
Dès 1968, Jürgen Ehre s'oriente dans la polychromie avec « Figuration Critique » et le groupe d’artistes « Les Baliseurs ». S'ensuivent de nombreuses expositions : Paris (Salon des Grands et Jeunes, Salon de Mai, Salon  de Montrouge, etc.), Angleterre (Biennales de l’estampe), Slovénie, France, Belgique, Suisse, États-Unis et l’Allemagne encore.
En 1970, Maurice Allemand inspecteur principal de la création artistique et conservateur du musée d’art moderne de St. Étienne, voit le travail de Jürgen Ehre et lui obtient l’attribution d’un atelier de la Ville de Paris. Une première acquisition d’une de ses toiles par le Musée d'art moderne de la ville de Paris en 1970 Contrôle d’une hypophyse athée, suivi d’une acquisition de la toile Totems et oiseau en 1986 et d’un grand dessin sur canson 110 × 75 cm Grand singe et colombe.

## Œuvre
Jürgen Ehre utilise les matériaux-symboles les plus insolites, tendance analogue à Anselm Kiefer, proche de Joseph Beuys. En juillet 1985, avait paru dans la revue Magazine littéraire no 221 une illustration de Jürgen Ehre sous le titre La littérature et l'exil.
Il participe à l’association créée par Catherine Importuna : Nzemmula (ensemble en sicilien). Il fait la mise en scène et le décor des spectacles, crée des marionnettes, inspirées par des “pupi” siciliens traditionnels qu’il a pu voir dans l’atelier du marionnettiste, (“puparo”) Mimmo Cuticchio (it), à Palerme (Sicile). Suivent alors des spectacles de Paris Théâtre de la Fenêtre- Paris 11e, à Orange en passant par l’entrepôt pendant le festival d’Avignon en 2007 et ailleurs

### Lithographies
- Lithographies conservées à la BNF : http://data.bnf.fr/documents-by-rdt/14973357/480/page1

### Films et Émissions réalisés
- 25/05/1970 sur TF1: Actualités, Paris-Île-de-France, Goethe Institut, Expo.
- Fév.1972 sur la RTB: Émission, Radio-Bruxelles par Lilli LEWY Télévision Belgue.
- 06/02/1972 sur la RTB: « Le Monde des Formes » Télévision-Bruxelles (Images de Gaston VERMAILLEN et Commentaires de Selin SASSON).
- 1981 Images de l’atelier EHRE Jürgen, par Ken SATO Japon.
- https://youtu.be/pEKoauDQJVM (Jürgen EHRE 1a «La période noire» de 1975-1980)

### Expositions personnelles
- 1969 Galerie Annemarie VERNA, Zürich, Suisse
- 1969 Galerie Zunini, Paris, France
- 1972 Galerie Arcanes, Bruxelles, Belgique
- 1973 Städtische Galerie Haus Seel, Siegen, Allemagne
- 1975 Galerie Étienne de Causans, Paris, France
- 1976 Galerie Claude Jongen, Bruxelles, Belgique
- 1976 Galerie Trudstolpegard, Danemark
- 1977 Universitetsbibloitekets, Copenhague, Danemark
- 1978 Galerie Lefor-Openo, Paris, France
- 1978 Galerie D’Eendt, Amsterdam, Pays-Bas
- 1979 Galerie « Le Soleil dans la Tête », Paris, France
- 1983 Galerie A.Pinçon, Paris, France
- 1987 Galerie Rose-Marie, Lille, France
- 1989 Galerie Rathaus Stadt Baunatal, Allemagne
- 1989 Galerie Dreieich, Allemagne
- 1989 Galerie Pierrette MORDA, Paris, France
- 1990 Atelier, Paris 2000 Atelier, Paris, France
- 2009 Chapelle St. Andéol à Camaret sur Aigues, France

### Expositions collectives
- 1969:  Sixième Biennale de Paris, Musée d’Art Moderne
- 1970: Galerie d’Art de l’Aéroport d’Orly; Salon de Mai (Saint-Germain-en-Laye); Centre Culturel Allemand (Paris); Biennale Internationale de l’Estampe (Paris); Galerie VERNA, Zürich (Suisse); 2e Biennale Internationale de Gravure (Bradford); Salon d’Automne (Paris); Art-Show, Centre Audio-Visuel (Boulogne-Billancourt)
- 1971 Parly-2 Studio Art B (Versailles); Grenier des Joueries (Saint-Germain- en-Laye); Salon de Mai, Musée d’art moderne de Paris; Galerie Arcanes, Bruxelles, Belgique; art 2’71 Basel, Internationale Kunstmesse; Galerie Guénégaud "L’Œil Écoute“ , Paris;; 1re Zürcher Grafikmesse, Suisse; Septentrion 71 ; Marcq-en-Barœul
- 1972 Musée Municipal de Cognac ; Galerie d’Arte Inciba- Palacio de los Industrias, Venezuela; Galerie Arcanes, Bruxelles; Galerie Gordon, Tel-Aviv, Israël; Salon de Mai, Musée d’art Moderne de Paris; Tiers Biennale Internationale de Gravures, Bradford; 3e Expositions Internationale de dessins originaux; Musée d’art moderne RIJEKA, Yougoslavie; Septentrion 72, Marcq-en-Barœul; Exposition d’Art, Atelier Saint Saens, Paris; Festival de Montparnasse, Paris; Exposition d’Art, Brugge, Belgique; Graphikbiennale Wien; Biennale Internationale de l’Estampe, Paris
- 1973 Galerie CDO, Paris; Galerie d’ART de Monde, Paris; Salon de Mai, Paris; Galerie G. Paris; Grosse Kunstausstellung, Munich, Allemagne; L’estampe contemporaine, Bibliothèque Nationale de Paris; Centre Culturel Allemand- Goethe Institut Paris, Paris; 8e Biennale de Paris; Ausstellung im Haus SEEL, Siegen, Allemagne (avec Pincas Moreno, Dietrich MOHR   Galerie Axis, Paris; Galerie ARCANES, Bruxelles, Belgique; World Print Competition, California 73
- 1974 Exposition Internationale de Dessin; Galleria delle ORE, Milano, Italie; Evidences-Apparences, C.C.S. Limoges; Maison de Culture, Châteauroux; Salon International d’Art, Toulon International d’Art, Toulon.
- 1975 Galerie Étienne de Causans, Paris; Salon des Grands et Jeunes, Paris
- 1976 Galerie des Maîtres Contemporains, Aix-en-Provence; Galerie Isabelle Lemaigre-Dubrueil, Paris; Salon International d’Art, Toulon; Salon des Grands et Jeunes, Paris;  Musée de Picardie Amiens; Foire d’Art Bâle; Galerie Arcanes, Bruxelles; Chapelle de la Ville Dieu-Elancourt « L’Homme et ses Machines »: Maison de Polytechniciens, Paris; Biennale Internationale du Dessin
- 1977 Galleria delle ORE, Milano; Salon de Mai, Paris; Salon des Grands et des Jeunes, Paris
- 1978 Centre Culturel Pablo Neruda Corbeil-Essonnes; Centre Culturel de Montrouge, Paris; Maison de la Culture « les Gémeaux » Sceaux ; Salon des Grands et Jeunes, Paris; Musée de Picardie, Amiens; Galerie Maître Albert, Paris; « Nouvelle Figuration », Paris; Musée de Luxembourg Paris; Paço das Artes Sao Paulo, Brésil
- 1979 : « Peindre et le Réel », musée de Chartres ; « Grands et Jeunes Maîtres », Hôtel Drout, Paris; Salon de Montrouge; Salon des Grands et Jeunes, Paris; « Peindre et le Réel », Ville de Fougères; Couvent des Urbanistes; Musée de Châteaudun
- 1980 Musée Sainte Croix -de- Poitiers; Centre Culturel des Prémontrés; Pont-à-Mousson.; Salon des Grands et Jeunes, Paris; Salon de Montrouge; Salon des Comparaisons, Paris; Galerie J.Olbrich, Kassel, Allemagne; Galerie Antares, Munich; Exposition de Dessin, Rijeka
- 1981 Galerie Dehoniania, Naples, Italie; Salon International des Animaux; Grand Palais, Lille; Salon des Grand et Jeunes, Paris; Galerie d’Eendt, Amsterdam, Hollande; Non Realized Projets: Centre International De Culture, Mexico; Gravure Contemporaine; Maison de la Culture, Aulnay-sous- Bois
- 1982 Arteder, Salon International des Arts; Graphiques, Bilbao, España; ARCO, Arte Contemporain, Madrid;  « Figuration Critique », Centre Nesle, Paris;  « Autobiographies » Galerie Diagonale, Paris; Alternativa2, Almada, Portugal; Salon de Grands et Jeunes, Paris; Centre Culturel Gérard Philippe; Gravure, Champigny –sur- Marne; Biennale du 13e Paris, Chapelle de la Salpêtrière; «  Figuration Critique », Musée Goya, Jaurès de Castres
- 1983 Figuration Critique, Grand Palais, Paris; Galerie Tours/Art; Salon des Grands et Jeunes, Paris; Galerie Anne Pinçon, Paris; Galerie Limugal, Paris.
- 1984 « Figuration Critique » Grand Palais, Paris; Exposition Internationale, Chapelle Saint Léonard, Croissy-sur-Seine; Figures du Réel Exposition SNCF, Paris-Est; Salon des Grands et Jeunes, Pari; Salon de Grands et Jeunes, Paris; « Figuration Critique » Galerie Fort Mason Centre; San Francisco, États-Unis
- 1985 Galerie Guillmot, Barcelona, Espana
- 1986 Salon Figuration Critique, Paris; Exposition « 3Figuration Critique » Anvers, Hessenhaus, Belgique; Exposition « Figuration Critique » Seoul, Corée; Salon des Grands et Jeunes, Paris
- 1987 Salon Figuration Critique, Palais des Arts, Nice; Galerie Rose-Marie, Lille; Salon des Grands et Jeunes, Paris; Salon Figuration Critique, Grand Palais, Paris
- 1988 Galerie Rose-Marie, Lille; Exposition internationale d’Art ; International Art Competition, Eastchester- New York;Salon des Grands et Jeunes, Paris

### Introductions catalogues
- 1972 Exposition à la Galerie Arcanes, Bruxelles : (catalogue) par  Philippe PLATTNER
- 1975 Galerie Étienne de Causans : (catalogue)  par  Egidio ALVARO : « Transparence et Dédoublement » de la réalité »
- Revue ART PRESENT Nr. 1 : Jürgen EHRE par Alain Pomarede-Ravoir
- Revue Télé-Médecine, 20 mai 1975, Nr.449 :  « Radiographie du Crâne-Traumatisme crâniens »
- 1976 Galerie Claude Jongen : Introductions catalogue : « Magie et Totems » d’Alain Pomarède
- « Magisch Röntgenbeeld » par Remi de CNODDER A.I.C.A.
- « Les Totems de Jürgen EHRE » (catalogue) par Suzanne OTLET, Revue Jalons et Actualités des Arts, Bruxelles :
- « Jürgen EHRE ou la Peinture Interne » par Viviane GUELFI.
- 1977 juin/juillet, Revue Macroscopies Nr.6 :  »Neurobiologie : « La clé d’un Jardin bien gardé »
- 1978 « Radioscopie par Jean–Jacques Lévêque : Expo EHRE à la Galerie Lefor-Openo, Paris Introduction du catalogue.
- 1979 Galerie « le Soleil dans la Tête », Paris, Jean-Jacques Lévêque
- 1982 Galerie Rathaus Stadt Baunatal, Allemagne.
- 1983 Galerie Dreieich, Allemagne. Introduction du Catalogue : Catherine IMPORTUNA
- 1984 Galerie Pierrette MORDA (catalogue) Paris.

### Collections achats
- Musée d'Art moderne de la ville de Paris : (peintures sur toiles) 1970, 1986
- Bibliothèque nationale de Paris, Cabinet des Estampes  (11 lithographies) 1970
- Musée d’Ixelles, Bruxelles, Belgique : (peinture sur toile) 1972
- California College of Arts and Crafts : 1972
- Collections privées en France, Suisse, Allemagne, États-Unis, Israël, Japon, Danemark, Hollande, Italie.
- 1972 CNAP, Centre National des Arts Plastiques Paris-collection-en-ligne. Lien: http://www.cnap.fr/collection-en-ligne/#/artworks?layout=grid&page=0&filters=query:J%C3%BCrgen+Ehre
- Collection-en-ligne 1970 Beauvais, MUDO, musée de l'OiseLien: http://mudo.oise.fr/ http://art.rmngp.fr/fr/library/artworks/jurgen-ehre_visage-inconnu_lithographie_eau-forte_1970

## Pour approfondir